# ジョルジュ・ギヌメール
ジョルジュ・マリ・リュドヴィク・ジュール・ギヌメール（Georges Marie Ludovic Jules Guynemer, 1894年12月24日 - 1917年9月11日) は、第一次世界大戦のフランスのエース・パイロットである。
戦闘機パイロットとしての経歴を通して、コウノトリ部隊（Escadrille des Cigognes, Les Cigognes）として知られる第12戦闘機大隊で、最古参中隊の第3飛行中隊に属し、搭乗機には個別マークとして"Vieux Charles"（“老シャルル”）の文字を記入していた。フランス空軍第2位の53機(５４機とする資料もあるがフランス陸軍の公式声明では53機)の撃墜記録をもつが、1917年、第一次世界大戦における西部戦線のベルギー戦線で戦死した。

## 生い立ち
1894年12月24日、フランスのパリ16区に生まれる。ギヌメール家は軍人の名門家系で、父はポール・ギヌメール。母方の曾祖母がコンデ公妃バティルド・ドルレアンの婚外子であり、この先祖を通じてルイ14世の子孫、つまりはブルボン朝始祖アンリ4世の子孫にもあたる。イヴォンヌとオデットという2人の姉がいる。生まれつき病弱のため少年期は学校へ通うことができなかったが、エコール・ポリテクニークを目指しコレージュ・スタニスラスに在学した。兵役には2回はねられているが、それでもパイロットになれたのは、この当時、病弱な人間でも務まる任務だと考えられていたからである。

## 戦歴
1914年航空隊に入隊。当初は整備兵として配属された。
1915年6月、第3飛行中隊（MS.3）に配属される。MSの略号は、当時この部隊がモラーヌ・ソルニエ機装備であったことを示す。ギヌメールは翌月、モラーヌ・ソルニエ L型機で最初の戦果を挙げた。この時ギヌメールが搭乗していた機体は、マケドニア戦線に転属した飛行士シャルル・ボナールが以前に使っていたもので、ボナールは機体に自らの使用機であることを示すため"Vieux Charles"（“老シャルル”）と書き入れていた。"Vieux"とあるのは、ボナールより若い同名の整備員がいたためと言われる。ギヌメールは験を担ぎ、その後、機体を乗り換えてもこの名と、機番「2」を記入し続けた。
1915年12月、部隊はニューポール機に機種改変され、N.3と改称された（当初ニューポール10、後に11、17）。より運動性の優れた戦闘機に乗り換えたことでギヌメールはスコアを伸ばし、1916年2月に撃墜数が5機とエースになり、1916年末には撃墜数が25機になった。1916年に、ギヌメールに最新鋭機スパッドS.VIIの初期量産機が優先的に与えられた。後に部隊全体もスパッド機装備となり、Spa.3となった。

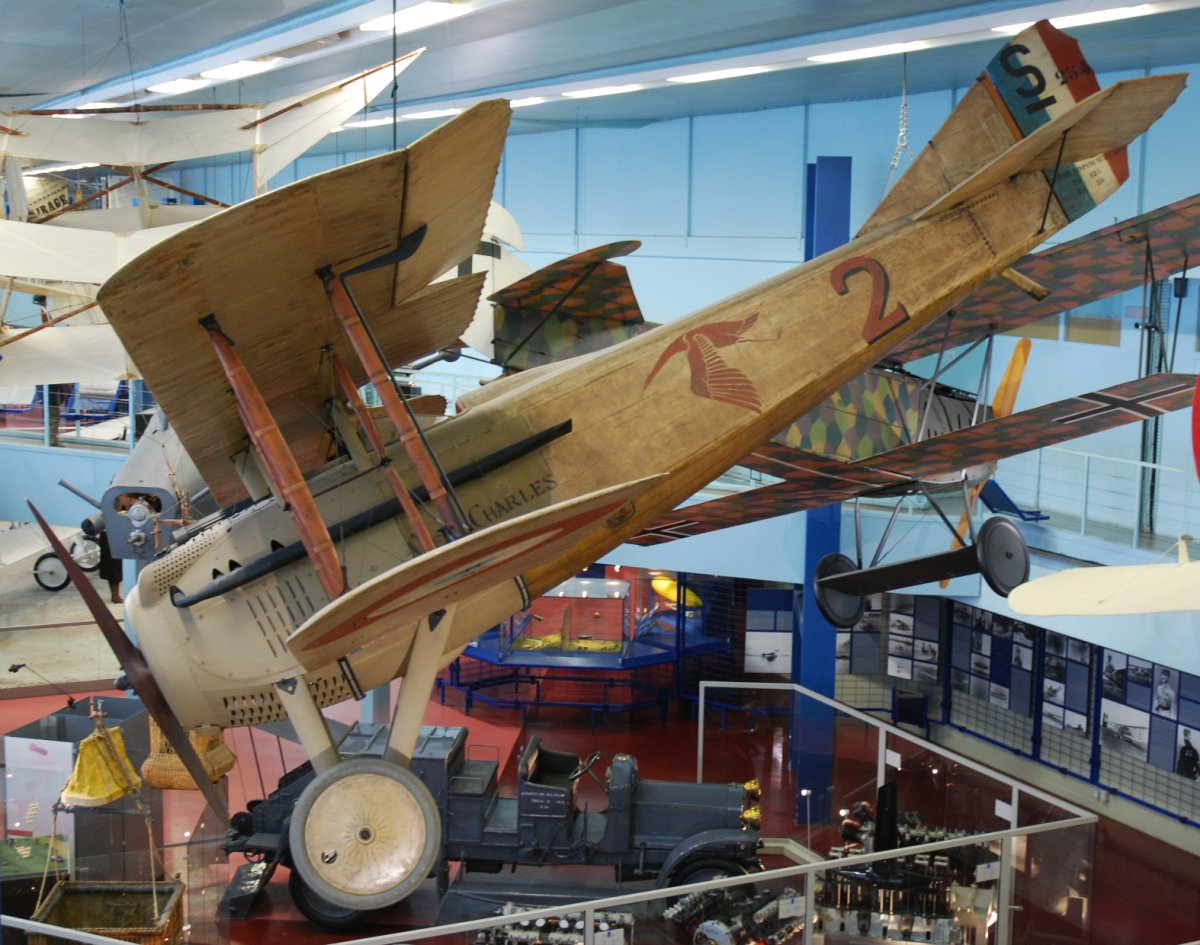
ル・ブールジェに展示されている、ギヌメールが使用した数機のスパッドS.VIIのうちの1機。排気管の下に"Vieux Charles"の名、胴体に部隊章のコウノトリと機番2が記入されている

1917年には大尉になり、Spa.3の指揮者になった。1917年7月末にはフランスで最初の50機を撃墜したパイロットになった。
1917年6月6日、後のドイツ2位のエースであるエルンスト・ウーデット機と1対1の戦いを繰り広げたが、ウーデット機の機関銃が故障したのを見て、ギヌメールは手を引いた（ギヌメールの機銃も故障したためとの説もある）。この出来事は映画「華麗なるヒコーキ野郎」でも語られるシーンがある。
常に連合国トップエースであったギヌメールにはすでに与えられる勲章もなくなり、戦死をおそれた軍部は再三後方勤務を薦めたが、彼は軍人である父に「全力を尽くしていないのなら何もしないのと同じです」と語り、きっぱり転属を断った。
1917年9月11日朝、部下1機を連れ哨戒飛行中、単機で飛行するドイツ軍偵察機を視認し追撃するが、上空から数機のドイツ戦闘機に襲い掛かられた。部下はからくも逃れたが、その時には空中にギヌメール機は見当たらず、そしてついに基地にも帰還しなかった。最後の乗機はスパッドS.XIII、シリアルS.504、機番2であったとされる。ドイツでは、ギヌメール機を撃墜したのは第3中隊（Jasta 3）所属のクルト・ヴィッセマン大尉(パイロットではなく偵察員で、５機撃墜を記録した名射手)であったと発表された。ギヌメール機は皮肉にも墓場に墜落、ドイツ軍により死亡が確認されたが、イギリス軍の砲撃で遺体を運び出せず、砲撃後は何もかもが消えていたとも言われる。国民的人気のあったギヌメールの喪失について、当時のフランスでは「ギヌメールはあまりにも高く飛びすぎて降りてこられなくなった」と語られた。
ギヌメールはプライドが高く気性の激しい性格で正面攻撃を得意とし、撃墜数54機はこの時点で連合軍のトップエースであり、人気者だった。
　冷静沈着な精密機械と評され、何かとギヌメールと比較されるルネ・フォンク（最終的には彼が連合軍トップエースとなった)が9/30日に撃墜した複座偵察機の銃手が、偶然にも「ヴィッセマン大尉」だったため、フォンクはギヌメールの復讐者と呼ばれるようになった。しかし、現在では、クルト・ヴィッセマンは28日に英軍に撃墜されて戦死していることが判明しており、フォンクが撃墜したのは同名の別人か、フランス陸軍のプロパガンダだったと考えられている。また、一撃離脱戦法の先駆者であるフォンクは、自伝の中でギヌメールを名指しして、「非常に危険で時には敵の武器の故障という慈悲に頼ることになる」とその戦法を批判している。

## 交友関係
スパッド社の設計士ルイ・ベシュローとは個人的に親しい間柄で、スパッドS.VIIをもとに37mmモーターカノンを装備した重戦闘機スパッドS.XII型機はギヌメールの発案の元に製作された。1916年末、コウノトリ大隊の隊長フェリックス・ブロカール少佐は、ギヌメールを「もっとも輝けるコウノトリ」と賞賛した。
　　連合国トップエースとなったフォンクとは同じ大隊に所属していたものの、ギヌメールは労働者階級の者には横柄で高圧的な態度であり、農村出身のフォンクは性格的に相容れず、全く交流は無かった。